# Décès en septembre 2000
Décès
- 1996
- 1997
- 1998
- 1999
- 2000
- 2001
- 2002
- 2003
- 2004

Pour une information complémentaire, voir la page d'aide.

| Date         | Nom                      | Activités                                                                     | Âge | Source |
| ------------ | ------------------------ | ----------------------------------------------------------------------------- | --- | ------ |
| 2 septembre  | Jean Speegle Howard      | Actrice américaine de cinéma et de télévision.                                | 73  | (en)   |
| 3 septembre  | Abdul Haris Nasution     | militaire indonésien                                                          | 81  |        |
| 4 septembre  | Augusto Vargas Alzamora  | cardinal péruvien, jésuite et archevêque de Lima                              | 77  |        |
| 4 septembre  | Bernard Assiniwi         | écrivain québécois                                                            | 64  |        |
| 7 septembre  | George Wright            | Footballeur anglais.                                                          | 70  |        |
| 12 septembre | Angi                     | peintre suisse                                                                | 64  |        |
| 12 septembre | Konrad Kujau             | faussaire allemand connu pour son faux journal intime d'Adolf Hitler          | 61  |        |
| 12 septembre | Alfredo Pasotti          | Coureur cycliste italien                                                      | 75  | (it)   |
| 12 septembre | Stanley Turrentine       | saxophoniste de jazz américain                                                | 65  |        |
| 13 septembre | Georges Le Sant          | compagnon de la Libération                                                    | 85  |        |
| 14 septembre | Beah Richards            | actrice américaine.                                                           | 80  |        |
| 15 septembre | Dino Ferrari             | peintre italien                                                               | 86  |        |
| 17 septembre | Armand Mestral           | Acteur et chanteur français.                                                  | 82  | (fr)   |
| 18 septembre | Gilbert Carpentier       | producteur français de télévision.                                            | 80  |        |
| 21 septembre | Ognjen Petrović          | Footballeur international yougoslave.                                         | 52  |        |
| 22 septembre | Vincenzo Fagiolo         | cardinal italien, président du Conseil pontifical pour les textes législatifs | 82  |        |
| 22 septembre | Bengt Hambraeus          | organiste, compositeur et musicologue suédois                                 | 72  |        |
| 24 septembre | Jean Malléjac            | coureur cycliste français                                                     | 71  |        |
| 24 septembre | Gabrielle Vincent        | écrivaine et illustratrice belge                                              | 72  |        |
| 25 septembre | Nicolas Dieterlé         | poète, peintre et dessinateur français                                        | 37  |        |
| 25 septembre | R. S. Thomas             | poète et prêtre anglican gallois                                              | 87  | (en)   |
| 26 septembre | Paul-Joseph-Marie Gouyon | cardinal français, archevêque de Rennes                                       | 89  |        |
| 27 septembre | Francis le Belge         | parrain de la mafia marseillaise                                              | 53  |        |
| 28 septembre | Jacques Burel            | peintre français                                                              | 78  |        |
| 28 septembre | Pierre Elliott Trudeau   | ancien premier ministre du Canada                                             | 80  |        |